# Landkreuzer P-1000 „Ratte“

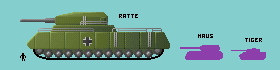
Der „Ratte“ im Größenvergleich zu „Maus“ und „Tiger“

Der Landkreuzer P-1000 „Ratte“ bezeichnet einen von Eduard Grote stammenden Entwurf zur Konzeption eines überschweren Panzers, der zwar Adolf Hitler vorgestellt, aber nicht realisiert wurde. Er ist eines der größten jemals geplanten Panzerprojekte.

## Geschichte

### Entwurfsphase
Die Idee für den Entwurf des Panzers entsprang einer im Jahr 1941 von Krupp durchgeführten Studie über schwere sowjetische Panzer. Ebenfalls aus dieser Studie entstand das Panzerprojekt „Maus“, dessen übergroße Prototypen als Panzerkampfwagen VIII Maus tatsächlich gebaut wurden.
Der Ingenieur Eduard Grote entwarf den P-1000 „Ratte“ gemeinsam mit dem Landkreuzer P-1500 „Monster“. Die Entwürfe von Grote mit der Bezeichnung „Landkreuzer“ wurden am 23. Juni 1942 bei Adolf Hitler vorgestellt. Mit dessen Befürwortung war die Beauftragung der Entwicklung durch das OKH ermöglicht. Diese erfolgte am 3. Dezember 1942. Später wurde Ratte als Suggestivbezeichnung gewählt. Es wurden gemäß dem Auftrag des OKH Entwurfszeichnungen für das Fahrzeug bei Krupp erstellt, die Nr. 30404 (31. Dezember 1942) und E-30404/1, und die Ingenieure beschäftigten sich weiter mit der Detailplanung.
Nachdem das deutsche Reich im April 1942 auf dem Höhepunkt seiner geographischen Ausdehnung gestanden hatte, erlaubte man sich mit diesem Projekt in der deutschen Führung einen gigantischen Traum. Der Reichsminister für Bewaffnung und Munition Albert Speer sah in dem Fahrzeug keinen Nutzen, sondern Ressourcenverschwendung, und stoppte Anfang 1943 die weitere Entwicklung.

### Konzeptionelle Aspekte
Mit 1.000 Tonnen Gewicht und einer Besatzung von 20 Mann zur Fahrzeugbedienung und einer Gefechtsbesatzung von 40 Mann oder mehr wäre das Fahrzeug der bis in das 21. Jahrhundert bei weitem größte und am stärksten bewaffnete Panzer der Welt gewesen. Wäre das Projekt trotz aller technischer Schwierigkeiten verwirklicht worden, hätte P-1000 nur eine sehr eingeschränkte militärische Effektivität gehabt. Ein Fahrzeug mit dieser Masse hätte die befahrenen Straßen zerstört und Brücken wären nicht passierbar gewesen. Zusätzlich wäre die Wartung der verschiedenen Motoren schwierig gewesen.
Fröhlich bezweifelt die Stärke der durch Grote errechneten Besatzung von 40 Mann: bei der Oerlandet-Batterie in Norwegen, die aus dem „Turm Cäsar“  des Schlachtschiffes Gneisenau bestand, waren immerhin 10 Offiziere und 107 Mannschaften im Einsatz.
Der General Heinz Guderian soll hierzu geäußert haben, dass „Hitlers Phantasie eben manchmal ins Gigantische schweifte“.

## Technische Spezifikation
Mit einer Länge von 35 Metern, einer Breite von 14 Metern und einer Höhe von 11 Metern, sollte ein Drillings-Drehturm der Marine als Gefechtsturm verwendet werden, wobei das mittlere Rohr entfernt werden sollte. Die Bewaffnung sollte aus zwei 28-cm-Schnelladekanonen C/28 bestehen. Als Munition waren 1260-mm-Panzersprenggranaten mit 330 kg Gewicht vorgesehen. Mit dieser Bewaffnung wäre unter guten Bedingungen in maximaler Erhöhung eine Schussweite von 42,5 km möglich gewesen. Andere Quellen erwähnen hingegen zwei Geschütze vom Typ 28-cm-Schnelladekanone C/34. Für den Artillerieteil plante Grote 300 t ein, weshalb der 750 t schwere Turm der Gneisenau hätte erheblich verkleinert werden müssen. Bereits ein einzelnes Geschütz wog 52,25 Tonnen.
Die weitere Bewaffnung sollte aus einer 128-mm-Panzerabwehrkanone, zwei 15-mm-Mauser MG 151/15-Autokanonen und acht 20-mm-Flak-38-Flugabwehrkanonen bestehen. Die genaue Position der 128-mm-Panzerabwehrkanone auf der Ratte ist unter Historikern umstritten; die meisten glauben, dass sie im Hauptturm montiert worden wäre, während andere einen kleineren Nebenturm am Heck der Ratte für logischer halten.
Die geplante Panzerung betrug zwischen 150 mm und 360 mm mit geneigter Anordnung an der Front- und Rückseite sowie geraden Seitenschürzen.
Für die Fortbewegung waren entweder acht Daimler-Schnellbootmotoren mit insgesamt 16.000 PS oder vier MAN-U-Bootmotoren mit 17.000 PS geplant. Die Ratte sollte auf 3,6 m breiten dreiteiligen Ketten laufen. Die Höchstgeschwindigkeit sollte zwar 40 km/h betragen, aber die tatsächliche Einsatzreichweite wäre trotzdem stark begrenzt gewesen.

## Rezeption
Obwohl niemals über das Planungsstadium hinausgekommen, erfreut sich der weltweit historische Gipfel der Gigantomanie bei Panzerentwürfen unter Historikern und technisch Interessierten eines kontinuierlichen Interesses.
So gibt es, obwohl niemals ein Fahrzeug realisiert wurde, Modellbausätze von P-1000 und P-1500. In Größenvergleichen zur Panzerentwicklung wird als „gewichtigstes“ Ende der Entwürfe in der Regel der Landkreuzer P-1000 „Ratte“ als größter jemals geplanter Panzer präsentiert. Angesichts der schieren Größe des Fahrzeugs gibt es jedoch ausschließlich Modelle in kleinem Maßstab.